# Klášter dominikánů v Olomouci
Klášter dominikánů se nachází v historickém centru města Olomouce a společně s kostelem Neposkvrněného početí Panny Marie představuje soubor architektury s gotickými, renesančními a barokními prvky. První skupiny dominikánů přišly do Olomouce na počátku 13. století. Listinou krále Přemysla Otakara II. z roku 1255 dostali do užívání starší kapli sv. Michala s přilehlými pozemky na hradním návrší. Postupně zde vybudovali areál kláštera s novým kostelem svatého Michala. Po vydání dekretu císaře Josefa II. byl klášter v roce 1784 zrušen a bratři byli přestěhováni do bývalého kláštera františkánů, kde sídlí dodnes. Klášterní komplex je zapsán na seznamu nemovitých kulturních památek České republiky.

## Historie

### Františkáni
Podnět k vybudování kláštera františkánů observantů dalo kazatelské působení Jana Kapistrána v Olomouci v polovině 15. století. Základní kámen v místě jeho kázání na Bělidlech před olomouckými hradbami byl položen v květnu 1453 a již v roce 1455 se v klášteře konala provinční kapitula františkánů.  V roce 1468 byl vysvěcen přilehlý kostel Neposkvrněného početí Panny Marie. V roce 1492 byl značně poškozen při požáru a nastal postupný úpadek celého kláštera. V důsledku obsazení města Švédy františkáni museli klášter v letech 1642–1650 opustit. Po skončení třicetileté války se činnost řádu obnovila a došlo k částečnému stavebnímu oživení v celém areálu. Nejprve byl opraven kostel, ke kterému byly přistavěny dvě kaple. V letech 1739–1744 stavitel Matyáš Kniebandl připojil ke středověkému konventu trojkřídlou budovu a vznikl další rajský dvůr.  Byly vybudovány nové cely, škola pro řádové studenty, refektář a hospodářské místnosti. V budově se nacházela i rozsáhlá knihovna čítající okolo 3700 svazků. Konvent obývalo více než 50 řeholníků.  V tehdejší době patřila ke klášteru i rozlehlá zahrada s pramenem léčivé vody na východní straně areálu.
Ke klášteru patřila také budova hospice stojící na protější straně dnešní Slovenské ulice. K sakrálním stavbám františkánů patřila rovněž kaple Svatých schodů, postavená podle římského vzoru v roce 1702. Po josefínských reformách byla z klášterního komplexu vyčleněna, předána školnímu fondu a přestavěna na školu podle projektu Jana Freywalda z roku 1799. Roku 1928 byla adaptována pro potřeby spolku Žerotín.  V polovině 19. století fond převzal i nevyužité hospodářské budovy a hospic.

### Dominikáni
Po zrušení řádu v rámci osvícenských reforem františkáni museli v roce 1784 klášter opustit. Do kláštera se na přímluvu arcibiskupa Coloredo–Waldsee nastěhovali dominikáni ze zrušeného olomouckého konventu u kostela sv. Michala.  Upravili nový vstup do kláštera z nynější Slovenské ulice, v letech 1840–1845 rozšířili rajský dvůr zbořením příčného křídla s propojovací chodbou. Po obnovení noviciátu koncem 19. století se klášter s kostelem stal centrem dominikánů v českých zemích. V roce 1905 byl obnoven status české řádové provincie. Klášter byl v té době významným duchovním, vědeckým a společenským centrem. Areál kláštera prošel dalšími stavebními úpravami. Sídlila zde řádová škola a katolické nakladatelství Krystal.
V roce 1930 bylo přistavěno třetí poschodí konventu. Za války se v roce 1942 zbouraly části městských hradeb v Olomouci a byla postavena nová ohradní zeď kolem kláštera a zahrady.  Po likvidaci klášterů komunistickým režimem (akce K) byly v letech 1950–1990 budovy kláštera ve správě místních orgánů státní moci. Prostory využívala hudební škola, zájmové organizace, ve vyšších poschodích byl internát a ubytovna. Ve dvoře bylo zbudováno hřiště a školní zahrada pro nedalekou školu. Vybrané památky z inventáře byly odvezeny do určených muzeí či galerií. Knihy z klášterní knihovny získala Státní vědecká knihovna v Olomouci.
Po sametové revoluci získali v roce 1990 dominikáni svůj majetek zpět a mohli oficiálně obnovit svou činnost v Olomouci. Do klášterního areálu se však mohli vrátit až po přesunu základní umělecké školy do náhradní budovy. Uprázdněný klášter prošel celkovou rekonstrukcí, která byla ukončena na podzim roku 1996.  Po povodních v roce 1997 byl areál s kostelem znovu opravován. Současnou komunitu kláštera tvoří 12 bratří. Poskytuje také ubytování studentům. Přilehlá klášterní zahrada má parkovou úpravu a slouží ke kontemplaci a oddechu. Ve všední dny pak jako dětské hřiště pro vedlejší mateřskou školu.

## Popis

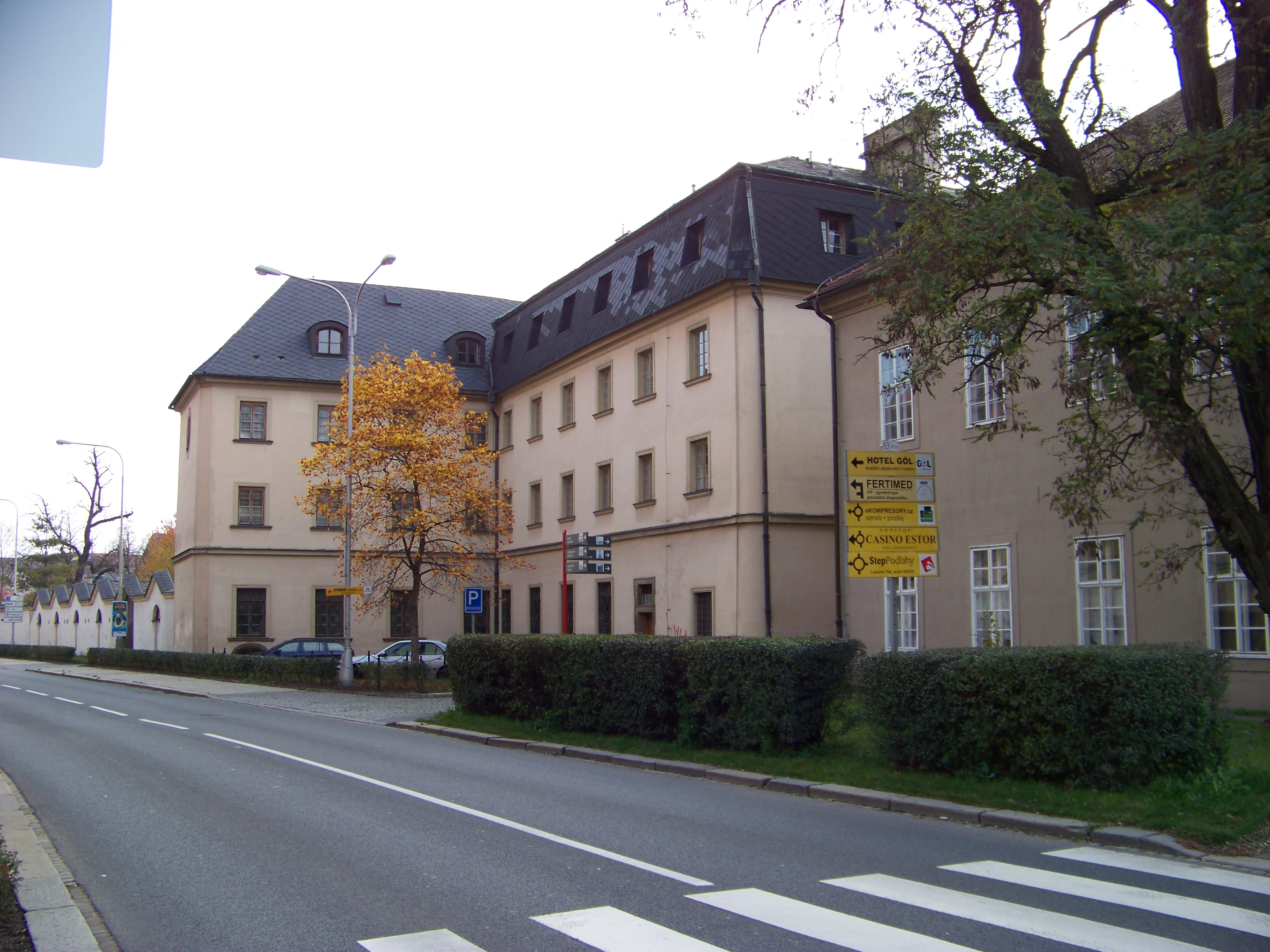
Severní křídlo konventu s navazující ohradní zdí klášterní zahrady (pohled ze Studentské ul.)

Areál kláštera tvoří komplex tří a čtyřpatrových objektů obklopujících obdélné nádvoří s rajským dvorem. Jednotraktový jižní přístavek přiléhá ke kostelu Neposkvrněného početí Panny Marie. Hlavní vchod ze Slovenské ulice vede do západního křídla ambitu přes kamenný portál s reliéfními symboly řádu sv. Dominika. Portál je rámován předsazenou kamennou edikulou, tvořenou toskánskými pilastry nesoucími trojúhelníkový štít. Vyšší patra jsou přístupná širokým trojramenným schodištěm v jižním koutě západního křídla. Další vstup je ze Studentské ulice. Fasády jsou hladké s obdélnými okny. Východně na budovy konventu navazuje klášterní zahrada, jejíž severní strana je chráněna ohradní zdí. V nároží je umístěn kamenný reliéf sedící Panny Marie, který byl původně v Růžencové kapli kostela Neposkvrněného početí Panny Marie. Zahrada není součástí památkové ochrany areálu, nebyla prohlášena za kulturní památku.
Ze středověkého konventu se v autentické podobě dochovala pouze dvě křídla křížové chodby (východní a jižní) s křížovými klenbami a jádro obvodních zdí západního křídla.   Část gotické křížové chodby přiléhá k severní straně kostela a je s ním spojena vchodem s dochovaným gotickým obloukem. Severní křídlo konventu je dvoutraktové, čtyřpatrové s posledním patrem vestavěným do mansardového krovu. Východní křídlo je protaženo do ulice Studentské jednotraktovým dvoupatrovým sálem, zaklenutým stlačenou valenou klenbou s pětiúhelníkovými lunetami. V přízemí východního křídla je umístěn rozlehlý barokní refektář, zaklenutý klenbou s velkými trojúhelnými výsečemi, zdobenou plochým geometrickým štukovým dekorem. Místnosti ve vyšších patrech mají rovné stropy. 
V chodbě jsou zavěšeny obrazy světců spojených s dominikánským řádem z přelomu 17. a 18. století. Další součástí uměleckého mobiliáře je dřevořezba sedícího Krista Trpitele (kolem roku 1600) a socha Krista u kůlu z 3. čtvrtiny 18. století. 